# Disa bracteata
Disa bracteata es una especie de orquídea de hábito terrestre originaria de Sudáfrica.

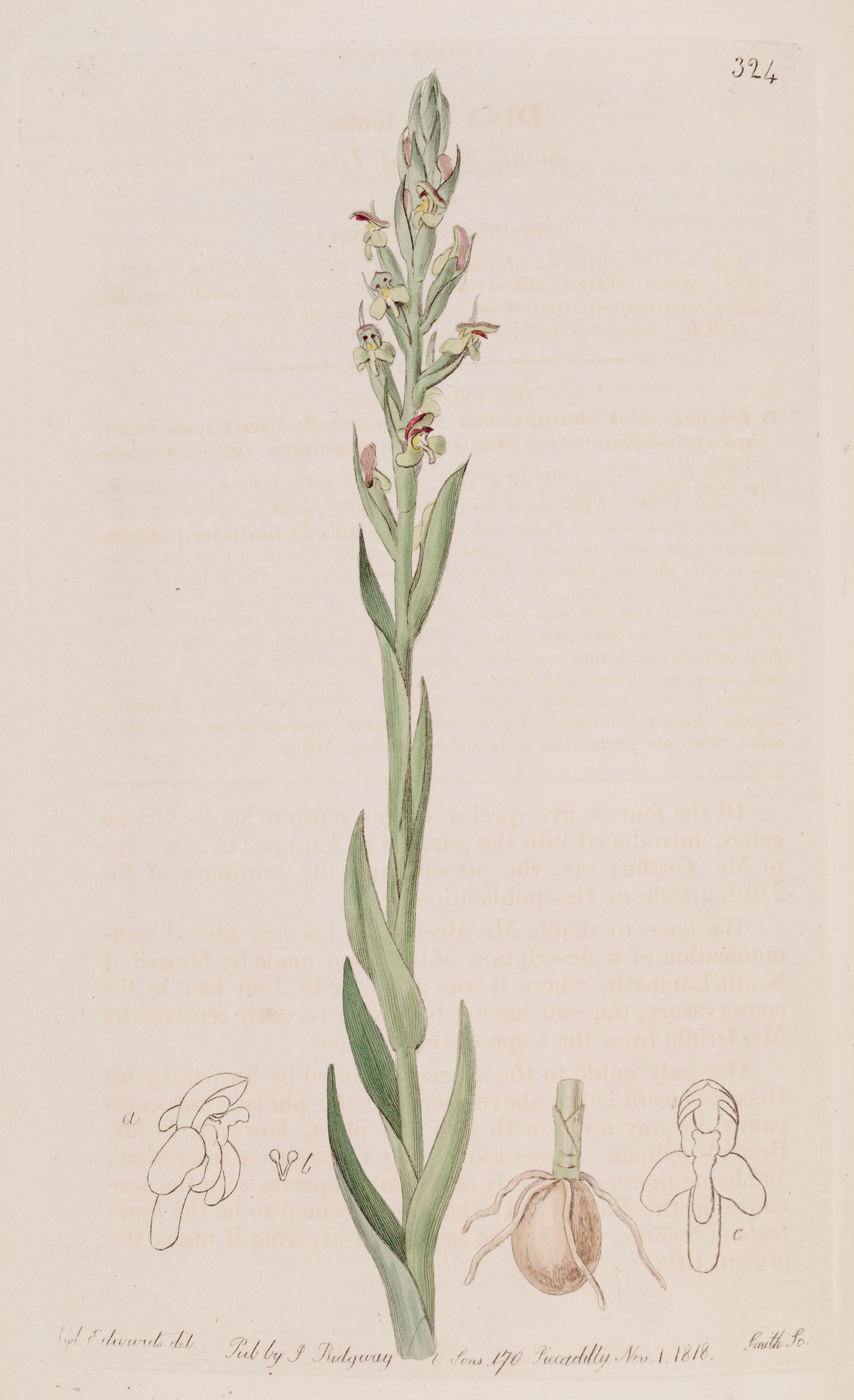
Ilustración

Es una orquídea con flores pequeñas, pertenecientes a la subtribu Disinae. Aunque durante mucho tiempo ha sido clasificado como un género separado llamado Monadenia, análisis moleculares recientes indican su mejor posición en el género Disa.

## Descripción
Se trata de una delicada planta con hojas a lo largo del tallo, de tamaño mediano, que prefiere el clima fresco a frío, es de hábito terrestre con un tallo erecto completamente envuelto por hojas linear-lanceoladas, erectas, agudas. Florece en una inflorescencia  terminal, cilíndrica, con largas brácteas.  La inflorescencia es muy densa y está compuesta por muchas flores diminutas que apenas tienen tiene interés botánico, con rostelo simple y  viscidio único. La floración se produce en la primavera.

## Distribución y hábitat
Se encuentra en la región más austral de Sudáfrica, en áreas de perturbación leve y en Australia, como una mala hierba invasiva reciente en alturas desde el nivel del mar hasta los 2000 metros.

## Taxonomía
Disa bracteata fue descrita por Peter Olof Swartz  y publicado en Kongl. Vetenskaps Academiens Nya Handlingar 21: 211. 1800.
Etimología
Disa : el nombre de este género es una referencia a  Disa, la heroína de la mitología nórdica hecha por el botánico Carl Peter Thunberg.
bracteata: epíteto latino que significa "con brácteas".
Sinonimia
- Monadenia bracteata (Sw.) T.Durand & Schinz 1894
- Monadenia micrantha Lindl. 1838
- Disa micrantha (Lindl.) Bolus 1888
- Disa praetermissa Schltr. 1924
- Monadenia australiensis Rupp 1946[2][6][4]